# Crims al Bàltic: Deshonra
Crims al Bàltic: Deshonra (títol en alemany, Der Usedom-Krimi: Schandfleck) és un telefilm alemany, que és la segona entrega de la sèrie de pel·lícules de ficció criminal Crims al Bàltic. L'episodi es va emetre per primera vegada el 29 d'octubre de 2015 a Das Erste. L'estrena va ser vista per 5,7 milions d'espectadors a Alemanya, cosa que representava un 17,8% de quota de pantalla. S'ha doblat al català central per a TV3, que va emetre'l el 19 de novembre de 2023.
Es va rodar del 26 de febrer al 27 de març de 2015 a l'illa d'Usedom al mar Bàltic, a Świnoujście i a Berlín. El mercat Edeka d'Ahlbeck va servir com a lloc de rodatge per al supermercat on la mare i la filla compren.

## Sinopsi
La propietària d'un supermercat a Heringsdorf apareix sense vida en un parc de Swinemünde, a la part polonesa d'Usedom. La inspectora Julia Thiel i el seu col·lega polonès Marek són designats per dur a terme la investigació del cas. La dona morta tenia planejat trobar-se amb una de les seves empleades per negociar la venda de casa seva, propietat del seu difunt pare. De manera inesperada, la casa ha estat catalogada com a patrimoni històric regional, cosa que obliga la família a desprendre-se'n perquè no pot fer front als costos de manteniment imposats. El pare, un ancià amb problemes d'alcoholisme i un historial policial, és detingut en un principi com a sospitós del crim.

## Repartiment
- Katrin Sass com a Karin Lossow
- Lisa Maria Potthoff com a Julia Thiel
- Peter Schneider com a Stefan Thiel
- Emma Bading com a Sophie Thiel
- Rainer Sellien com a Holm Brendel
- Max Hopp com a Dr. Brunner
- Marcin Dorociński com a Marek Wozniak
- Ramona Kunze-Libnow com a Rita Mahlow
- Marcus Bluhm com a Lutz Eppendorf
- Gunda Ebert com a Manuela Kirchhoff
- Peter Franke com a Werner Mahlow
- Claudia Geisler-Bading com a Maria Eppendorf
- Angeline Anett Heilfort com a Hannah Kirchhoff
- Marco Matthes com a Der Urlauber
- Rainer Strecker com a Ringo
- Patricio Wiedermann com a Patrick